# Søllested Station
Søllested Station er en dansk jernbanestation i Søllested.